# 科皮亞波河

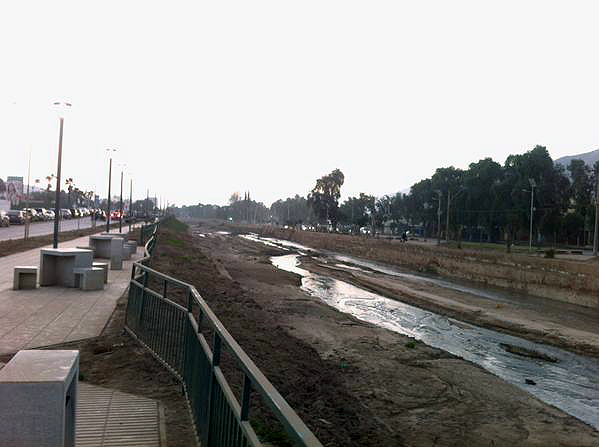
科皮亞波河

科皮亞波河（西班牙語：Río Copiapó）是智利的河流，位於該國北部阿塔卡馬大區，河道全長162公里，集水區面積11,400平方公里，最終注入太平洋，平均流量每秒1.9立方米。
27°19′S 70°56′W / 27.317°S 70.933°W